# جزيرة بونغويو
جزيرة بونغويو (بالسواحلية: Kisiwa cha Bongoyo) هي جزيرة غير آهلة بالسكان في تنزانيا تقع على بعد 2.5 كيلومتر إلى الشمال من العاصمة السابقة دار السلام. وهي من أكثر جزر محمية دار السلام البحرية الأربعة ارتياداً حيث يزورها السياح والسكان المحليين على حد سواء خلال ساعات النهار لممارسة الغوص السطحي أو التشمّس.
تقع الجزيرة بالقرب من شبه جزيرة مساساني الواقعة ضمن مقاطعة كينوندوني من المدينة. ويستغرق بلوغها بالقارب من المدينة نحو ثلاثين دقيقة تقريباً. نقطة الانطلاق بالنسبة لمعظم زوار الجزيرة هي من مجمّع «المنزلقات» الفندقي الواقع على الطرف الغربي من شبه جزيرة مساساني.
تتميز الجزيرة بساحلها الصخري الشديد فلا يوجد عليها سوى شاطئين اثنين. يرتاد جميع زوار الجزيرة الشاطئ الواقع عند الطرف الشمالي الغربي من الجزيرة حيث ترسي القوارب. وهناك تنتشر بعض الأكواخ ومتاجر لبيع المشروبات والأطعمة. أمَّا الشاطئ الآخر الواقع على الجانب الشمالي الشرقي من الجزيرة (وهو الأطول والأكثر ضيقاً) فلا توجد عليه هكذا منشآت وهو مهجور بمعظمه. تغطي الغابات الكثيفة سطح الجزيرة بكامله (عدا هذين الشاطئين)، ولا توجد عليها سوى بضعة دروب مخصصة للمشي، ولذلك فلا يجازف أحد بالدخول إلى هناك إلّا قلة من الناس. تتصف تضاريس جزيرة بونغويو بخطورتها وانتشار الصخور الحادة على سطحها. يمكن للمرء في وسط الجزيرة رؤية بقايا مبنى يعود للحقبة الاستعمارية الألمانية، والواقع عند إحداثيات ، حيث يظهر بوضوح على خرائط جوجل. يخترق المحيط الهندي ساحل الجزيرة الشمالي مشكلاً بحيرة شاطئة مدّية. وتنتشر بعض الأيكة الساحلية على طول هذه السواحل.